# 溴苯那敏
溴苯那敏()是一種用於過敏症狀的藥物，屬於第一代组胺H1受体拮抗剂（又稱抗組織胺藥），化学式C16H19BrN2。其鹽類馬來酸溴苯那敏(Brompheniramine maleate)常用於藥品中。溴苯那敏的用途及不良反應與同類藥物氯苯那敏相似。

## 適應症及用量
減輕過敏症狀，例如過敏性鼻炎（包括花粉症）、荨麻疹等。溴苯那敏可減輕流鼻涕及噴嚏。用於口服時，成人劑量通常是每4至6小時服4毫克。

## 不良反應
主要是容易令人產生睡意，其它比較常見的不良反應有頭痛、小便滯留、口乾、腸胃不適等。

## 外部連結
- MedlinePlus Drug Information: Brompheniramine （页面存档备份，存于）（英文）
- Rx-List.com - Brompheniramine[永久]
- Drugs.com - Brompheniramine （页面存档备份，存于）